# Sötét erők ébredése
Sötét erők ébredése (angolul: Dark Force Rising) 1992-ben megjelent Csillagok háborúja könyv, írója Timothy Zahn, a Thrawn-trilógia második része. 1997-ben képregény készült a könyv alapján. A könyv cselekménye röviddel A Birodalom örökösei című könyv után történik, a Yavini csata után 9 évvel. A Sötét erők ébredését kronológiailag Az utolsó parancs című könyv követi.

## Magyarul
- Sötét erők ébredése. Star wars. A Csillagok háborúja folytatódik; ford. Nemes István, Szegi György; Valhalla Páholy, Bp., 1992

## Fordítás
- Ez a szócikk részben vagy egészben  a   Dark Force Rising című angol Wikipédia-szócikk ezen változatának fordításán alapul.  Az eredeti cikk szerkesztőit annak laptörténete sorolja fel. Ez a jelzés csupán a megfogalmazás eredetét és a szerzői jogokat jelzi, nem szolgál a cikkben szereplő információk forrásmegjelöléseként.